# 2-メチルブチリルCoA
2-メチルブチリルCoA (2-Methylbutyryl-CoA) は、イソロイシンの代謝中間体の一つ。